# Cuscomys ashaninka
Cuscomys ashaninka е вид бозайник от семейство Чинчилови плъхове (Abrocomidae).

## Разпространение
Видът е разпространен в Перу.